# Các vùng sinh thái nông nghiệp Việt Nam
Lãnh thổ trên đất liền của Việt Nam có thể chia thành tám vùng theo hệ sinh thái nông nghiệp.
1. Vùng Tây Bắc: gồm 4 tỉnh Lai Châu, Điện Biên, Sơn La, Hoà Bình.
2. Vùng Đông Bắc: gồm 11 tỉnh Cao Bằng, Lạng Sơn, Bắc Kạn, Thái Nguyên, Quảng Ninh, Bắc Giang, Lào Cai, Yên Bái, Hà Giang, Tuyên Quang, Phú Thọ.
3. Vùng đồng bằng sông Hồng: gồm 10 tỉnh Hải Phòng, Hải Dương, Bắc Ninh, Hưng Yên, Hà Nội, Thái Bình, Nam Định, Hà Nam, Ninh Bình, Vĩnh Phúc.
4. Vùng Bắc Trung bộ: gồm 6 tỉnh Thanh Hoá, Nghệ An, Hà Tĩnh, Quảng Bình, Quảng Trị, Thừa Thiên Huế.
5. Vùng Nam Trung bộ: gồm 6 tỉnh Đà Nẵng,Quảng Nam, Quảng Ngãi, Bình Định, Phú Yên, Khánh Hoà.
6. Vùng Tây Nguyên: gồm 5 tỉnh Lâm Đồng, Đắk Nông, Đắc Lắc, Gia Lai, Kon Tum.
7. Vùng Đông Nam bộ: gồm 8 tỉnh Đồng Nai, Bình Dương, Bình Phước, Tây Ninh, Thành phố Hồ Chí Minh, Ninh Thuận, Bình Thuận, Bà Rịa - Vũng Tàu, Tây Ninh.
8. Vùng Tây Nam bộ: gồm 13 tỉnh Long An, Bến Tre, Đồng Tháp, Sóc Trăng, Vĩnh Long, Cần Thơ, Hậu Giang, Tiền Giang, Bạc Liêu, Cà Mau, Kiên Giang, An Giang, Trà Vinh.

## Có 7 vùng sinh thái nông nghiệp:
1. Trung du miền núi phía Bắc;
2. Đồng bằng sông hồng;
3. Duyên hải Bắc trung bộ;
4. Duyên hải Nam trung bộ;
5. Vùng Tây nguyên;
6. Đông nam bộ;
7. Đồng bằng sông Cửu long.